# Зорах, Маргарита
Маргарита Зорах (англ. Marguerite Zorach, урождённая Thompson; 1887—1968) — американская художница-фовистка, ранняя представительница модернизма в Америке. Также была художницей по текстилю и графическим дизайнером.

## Биография
Родилась 25 сентября 1887 года в Санта-Розе, штат Калифорния, в семье Томпсонов. Её отец — Генри Харрис (Henry S. Harris), был юристом в виноградарской Долине Напа; мать — Маргарет Бриттон (Margaret Britton) происходила из семей моряков Новой Англии и пенсильванских квакеров.
Когда девочка была маленькой, семья переехала в город Фресно, штат Калифорния, где Маргарита начала учиться в школе. Она начала рисовать в очень молодом возрасте, а родители обеспечили образование, которое находилось под сильным влиянием гуманитарных наук, включая уроки музыки в начальной школе и четыре года латыни в средней школе. Девушка стала одной из небольшой группы женщин, поступивших в Стэнфордский университет в 1908 году.
Находясь в Стэнфорде, Маргарита продолжала проявлять склонность к искусству, и вместо того, чтобы получить степень, она отправилась во Францию по приглашению своей тети — художницы Харриет Аделаиды Харрис (Harriet Adelaide Harris), которая жила в Латинском квартале. В первые дни нахождения в Париже она посетила Осенний салон, где увидела много работ Анри Матисса и Андре Дерена, известных как представителей фовизма. Знакомство с их творчеством оказало на Маргариту Томпсон сильное влияние. Её тётя хотела, чтобы девушка посещала парижскую Школу изящных искусств, но Маргарита не захотела. Затем Харрис попыталась устроить её в Академию Гран-Шомьер, чтобы учиться у академического художника Жана Обюртена, но она отказалась и от этого, сославшись на то, что не интересуется академической живописью. Маргарита Томпсон решила посещать постимпрессионистскую Академию La Palette, где училась у Джона Фергюссона и Жака-Эмиля Бланша. Академия поощряла её желание преследовать свои собственные интересы и рисовать в стиле, который был уникальным. Она выставлялась в Салоне Независимых в 1910 году и в Осеннем салоне в 1911 году, которые славились своими модернистскими экспозициями.
Маргарита общалась благодаря связям её тёти с Пабло Пикассо, Гертрудой Стайн, Анри Руссо и Анри Матиссом. В Академии La Palette она впервые встретила своего будущего мужа — художника Уильяма Зораха, который восхищался её страстной индивидуальностью, сказав о её работах: «Я просто не мог понять, почему такая милая девушка рисует такие дикие картины». После Парижа она совершила в 191—1912 годах вместе с тётей путешествие по миру, посетив Иерусалим, Египет, Индию, Бирму, Китай, Гонконг, Японию и Гавайи. Находясь под впечатлением от увиденного, Маргарита захотела написать об этом и отправила статью в газету Fresno Morning Republican. Эта поездка также оказала большое влияние на её творчество, заставив её рисовать даже более абстрактно, чем в прошлом. Кроме этого она начала создавать яркие фовистские пейзажи с густыми тёмными очертаниями. Поездка завершилась возвращением в Калифорнию в 1912 году.
Томпсон вернулась во Фресно и провела лето в горах к северо-востоку от города в районе залива Big Creek и озера Shaver Lake. Нижние горы Сьерра-Невады привлекали её своей необъятностью и природной красотой. По возвращении в США она выставлялась во Фресно и Лос-Анджелесе. Вскоре она переехала в Нью-Йорк, где 24 декабря 1912 года вышла замуж за Уильяма Зораха. Пара сразу же начала творческое сотрудничество, приняв участие в Арсенальной выставке в 1913 году. В 1916 году они были приглашены на выставку Forum Exhibition of Modern American Painters. Маргарита родила сына Тессима в 1915 году и дочь Дахлов в 1917 году. Вся семья поселилась в Гринвич-Виллидже, назвав свой дом постимпрессионистской студией. Лето все члены семьи проводили в сельской местности Новой Англии. В 1922 году они с мужем посетили Гастона Лашеза в Джорджтауне, штат Мэн, и позже купили собственный дом. Они дружили с Марсденом Хартли, Фредом Деем, Гертрудой Кезебир и Полом Стрэндом.
Одним из самых продуктивных летних сезонов Маргариты и Уильяма был 1920 год, когда они провели лето в долине Йосемити, рисуя пейзажи. Пара с детьми ходили пешком, отдыхали на природе и писали пейзажи Йосемитского национального парка. Темы этой поездки появились во многих их более работах, включая произведения Маргариты «Memories of my California Childhood» (1921) и «Nevada Falls, Yosemite Valley, California» (1920). В середине 1920-х годов Маргарита Зорах занимала пост президента модернистского общества New York Society of Women Artists.
После рождения дочери художница обнаружила, что работа с текстилем позволит ей уделять больше внимания своим детям. Она экспериментировала с текстильным искусством, создавая в основном вышивки или батики, которые стилистически напоминали её фовистские картины. Её вышивки были впервые показаны в Нью-Йорке в 1918 году, получив положительный отклик. Её работы были популярны и интересны публике, но искусствоведы давали им неоднозначные отзывы из-за низкого статуса вышивки в изобразительном искусстве того времени. Сегодня работы Маргариты Зорах славятся своими феминистскими сюжетами и инновационным стилем. Первая выставка её текстильных работ состоялась в галерее Charles David gallery в Нью-Йорке. Работы хорошо продавались, что материально поддерживало семью. Маргарита также с большим удовольствием шила одежду для своего мужа и детей.
Она некоторое время преподавала в Колумбийском университете.
Умерла 27 июня 1968 года в Нью-Йорке. Была похоронена на кладбище Gracelawn Memorial Park города Оберн, шатат Мэн.
У неё была дочь Дахлов Ипкар (1917—2017), которая тоже стала художницей; и сын Тессим Зорах (Tessim Zorach, 1915—1995) — был коллекционером произведений искусства.

## Наследие
Маргарита Зорах работала до конца своей жизни, став впечатляющей и плодовитой художницей. Вместе с мужем они получили широкое признание. Маргарита была талантливой художницей, которая оказала влияние на прогресс художественного модернизма в Соединенных Штатах. Многие искусствоведы считают её «Первой художницей Калифорнии» («First Woman Artist of California»).
Произведения художницы находятся во многих музеях США, в частности, в Смитсоновском музее американского искусства находится более двухсот её работ, в коллекции Метрополитен-музея есть несколько масел и акварелей Зорах. В почтовом отделении Монтичелло, штат Индиана, находится её фреска 1942 года «Hay Making». Фрески почтовых отделений Соединенных Штатов были созданы с 1934 по 1943 год по заказу Отдела закупок Министерства финансов США; их основной целью было обеспечить художественными работами, отвечающими высоким стандартам, общественные здания, где они были бы доступны для всех людей.
В 1964 году Маргарита Зорах получила степень доктора изящных искусств (DFA) в Бэйтс-колледже. В 1920 году была удостоена Медали Логана.
- Некоторые работы